# Новая церковь Гертруды
Новая церковь Гертруды — храм в городе Риге, выстроенный в начале XX века в стиле эклектики. Находится в центральном районе города на улице Бривибас, 119 (у перекрёстка с улицей Таллинас).

## История
Церковь строилась три года (с 1903 по 1906) по проекту архитектора Вильгельма фон Стрика. Ранее на месте Новой церкви Гертруды располагался просторный Александровский рынок (по названию главной рижской улицы, которая до революции также именовалась Александровской). В непосредственной близости от рыночной площади находилась так называемая Большая водокачка (помпа), являвшаяся значимым городским ориентиром.
Церковь была построена на народные пожертвования и обошлась в 135 тысяч рублей.
Об этом здании можно сказать как о последнем эклектическом здании в Риге (наравне со зданием современного Латвийского Национального художественного музея, строительство которого было завершено в 1905 году по проекту Вильгельма Неймана) — оно выполнено в сдержанных неороманских формах и, по сути, представляет собой фактически единственное здание Риги, построенное целиком в неороманике.
Асимметричная композиция объёмов здания с расположенной чуть в отдалении угловой башней свидетельствует о частичном экспериментировании с прогрессировавшим в то время в городской архитектуре модерном.
Высота башни — 69 метров. Повышенное внимание к функциональному наполнению строения выражено в нарочито удобной планировке в утилитарном плане. При этом главный неф более широк, а в боковом нефе расположен балкон.
Вестибюль Новой церкви Гертруды получил раннеготическое оформление (примета историзма в эволюционном аспекте: архитектурная модель здания как будто движется в исторической динамике от романики к готике). Само помещение вестибюля напоминает зал капитула в Домском монастыре, при этом прототипичность подразумевалась автором изначально.
Алтарная часть украшена религиозной картиной, созданной мэтром латвийской монументальной живописи Яном Розенталем в 1911 году специально для данной церкви; она носит название «Христос благословляет детей» и создана на основе соответствующего одноименного библейского сюжета.
Орга́н Новой церкви Гертруды был взят в 1906 году из Старой церкви Гертруды взамен сконструированного для той нового музыкального инструмента.

## Факты
В этой церкви в 1988-89 году шла запись желающих получить гражданство восстанавливаемой Латвийской республики, которую объявили Гражданские комитеты. В числе записавшихся было более 30 тысяч русских, украинцев и других нетитульных национальностей, которые тем самым выразили поддержку идее независимости Латвии в пору, когда о развале СССР не было и речи и сам подобный поступок мог иметь неприятные последствия и вызвать конфликт с законами СССР. Однако эти люди были обмануты в свяих чаяниях, когда законом «О гражданстве» 1991 года большинство русскоязычного населения было лишено гражданских прав в своей стране и таким образом появилось более 700 тысяч неграждан в двухмиллионной Латвии, считает писательница и публицист Марина Костенецкая.
В Новой церкви св. Гертруды с января 2016 года проходят богослужения не только на латышском, но и на русском языке. Это единственный приход в Риге, где каждое воскресенье в 16:00 совершается русскоязычная лютеранская литургия. Также в течение недели проходят вечера христианской медитации, курсы изучения основ христианской веры и исповедь на русском.